# Макарове (Щастинський район)
Мака́рове (розм. Макарівка) — село в Україні, у Станично-Луганській селищній громаді Щастинського району Луганської області. Населення становить 1786 осіб.
Макарове — село, що входить до складу Валуйської сільської ради. Розташоване за 2 км від с. Валуйське. Площа населеного пункту — 117 га.
День села — 24 вересня.

## Історія
Село засноване козаками станиці Луганської, селянами, вихідцями з Воронезької, Курської, Чернігівської губернії, на початку XVIII ст. Назва села утворена від прізвища першого жителя Макарова. Наприкінці ХІХ ст. у селі налічувалося 42 двори, проживало 120 чоловіків та 138 жінок.
У 1977 році було введено в експлуатацію товарний склад автозаправної станції на хуторі Макарове на 500 запитів.
Під час війни на сході України село потрапило до зони бойових дій. До середини липня 2014 року в селі намагалися встановити міномети та установки БМ-21 «Град» бойовики «Луганської народної республіки», проте не змогли зробити це через опір місцевих жителів. 23 липня в селі відбувся бій, у ході якого представники терористичної організації «ЛНР», що прибули з Луганська, штурмували блокпост Збройних сил України.
Село також зазнало значних обстрілів (у тому числі з території Росії), перші з яких були зафіксовані в червні 2014 року, 28 червня загинув старший лейтенант Віталій Бєліков та солдат Василь Наливайко. 18 серпня 2014-го в бою біля села Макарове Станично-Луганського району загинув старший солдат батальйону «Чернігів-1» Дмитро Полегенько — під час обстрілу терористами з реактивної системи залпового вогню «Град» та самохідних артилерійських установок. 20 листопада 2014 було здійснено обстріл села з системи залпового вогню БМ-21 «Град» з позицій поблизу станиці Митякинської Ростовської області Росії. Внаслідок обстрілу було зруйновано 6 будинків. Також були зафіксовані обстріли села в січні 2015 року.

## Населення
За даними перепису 2001 року населення села становило 1786 осіб, з них 8,23 % зазначили рідною мову українську, 91,6 % — російську, а 0,17 % — іншу.
Дані за 2012 рік: Населення — 1811 осіб. Кількість дворів-855.